# Telefe
Telefe (скорочено від Televisión Federal — Федеральне телебачення) — найбільша аргентинська телекомпанія зі штаб-квартирою в Буенос-Айресі. Розпочала мовлення 19 грудня 1957 року, проте назву Telefe отримала лише з весни 1990 року. Має найбільше охоплення аудиторії в Аргентині (95 % населення).. Telefe — вільно трансльований телеканал, один із шести, доступних по всій території Аргентини. З 2016 року є власністю американської компанії Paramount Global. Її студії розташовані на Мартінесі, Буенос-Айрес, поруч із штаб-квартирою компанії; її передавач розташований у Edificio Alas
У тих районах Аргентини, де станцію Telefe не можна отримати в ефірі, вона доступна через супутникові та окремі кабельні системи. Telefe також має регіональні станції по всій країні та міжнародну мережу (Telefe Internacional), яка доступна в Америці, Європі, Азії та Океанії.

## Історія

### Перші роки (1957–73)
Історія Telefe сягає 1957 року, коли група випускників та юристів Colegio El Salvador під керівництвом Фр. Ектора Грандетті заснувала компанію Difusión Contemporánea S.A. (Contemporary Broadcasting S.A.). Ця компанія, відома також як DiCon, подала заявку на ліцензування двох нових телевізійних каналів у Буенос-Айресі, одного на каналі 11, а іншого на каналі 13. 28 квітня 1958 року DiCon виграла ліцензію на канал 11.
Початкові плани побудувати нову станцію на території Colegio El Salvador провалилися. Згодом об’єкти були забезпечені, і канал 11 нарешті зміг запуститися зі своєї першої штаб-квартири в Сан-Крістобалі, Буенос-Айрес. Остаточно станцію запустили 21 липня 1961 року о 20:58. під назвою Teleonce.
Фінансові проблеми змусили радіостанцію шукати спонсора, яким виявився ABC зі Сполучених Штатів. ABC і DiCon сформували Telerama S.R.L., групу, яка дозволила DiCon оновити та розширити свої студійні приміщення.
Протягом 1960-х років орієнтовані на сім'ю програми каналу не могли успішно конкурувати з Canal 9 та не мали великої фінансової підтримки, як Canal 13. 17 жовтня 1970 року бізнесмен Ектор Рікардо Гарсія очолив станцію і змінив профіль станції, щоб аудиторія робила ставку на новини та більш популярні програми, прийнявши слоган "El canal de las noticias" ("Канал новин"). При Гарсії Teleonce піднялася на вершину рейтингу аргентинського телебачення.

### Державна епоха (1974–88)
Після закінчення терміну дії ліцензій 8 жовтня 1973 року почалися зміни, оскільки уряд взяв під контроль відділи новин каналів 9, 11 і 13. Хорхе Конті був призначений адміністратором і взяв на себе обов'язки ведучого випуску новин та інших програм. Після цього експропріація трьох мереж 26 вересня 1974 року, знову зробило Конті адміністратором. Це продовжувалося під час військової диктатури Процесу національної реорганізації, коли Повітряні сили Аргентини спільно керували каналом із Конті, який залишався провідним диктором останніх новин, і канал було перейменовано на Canal Once.

### Придбання Viacom (2016–теперішній час)
3 листопада 2016 року повідомлялося, що Viacom виграла тендер на придбання Telefe. Це також зробило Телефе дочірньої Channel 5 у Великої Британії.
У грудні 2019 року Viacom знову об’єдналася з CBS Corporation, утворивши Paramount Global і зробивши Telefe дочірньої CBS у США та Network 10 в Австралії.